# Jeanne-Antoinette de Saxe-Eisenach
Jeanne-Antoinette Juliana de Saxe-Eisenach (née le 31 janvier 1698 à Iéna et morte le 13 avril 1726 au Château Dahme à Dahme) est une princesse de Saxe-Eisenach de la Maison de la branche ernestine de la Maison de Wettin et par son mariage, princesse de Saxe-Weissenfels.

## Famille
Jeanne-Antoinette Juliana est la fille du duc Jean-Guillaume de Saxe-Eisenach de son mariage avec Christine Juliane de Bade-Durlach, fille du prince Charles-Gustave de Bade-Durlach. Elle est nommée en l'honneur de sa grand-mère Jeannette de Sayn-Wittgenstein (1632-1701).

## Mariage et descendance
Elle se marie le 9 mai 1721 à Eisenach avec Jean-Adolphe II de Saxe-Weissenfels, Fils de Jean-Adolphe Ier de Saxe-Weissenfels de son mariage avec Jeanne Madeleine de Saxe-Altenbourg.
Ils ont un enfant, qui n'arrive pas à l'âge adulte : Frédéric Jean Adolphe (26 mai 1722 à Dahme - 10 août 1724 à Paris), le prince héritier de Saxe-Weissenfels.
Après la mort de Jeanne-Antoinette Juliana, Jean-Adolphe se remarie avec Frédérique de Saxe-Gotha-Altenbourg. Mais ils n'ont pas d'enfants arrivant à l'âge adulte, ce qui provoque l'extinction de la lignée de Saxe-Weissenfels.